# Kurzschwanzelfe
Die Kurzschwanzelfe (Myrmia micrura) ist ein Vogel aus der Familie der Kolibris (Trochilidae) und die einzige Art der somit monotypischen Gattung Myrmia. Sie kommt in den südamerikanischen Ländern Ecuador und Peru vor. Der Bestand wird von der IUCN als „nicht gefährdet“ (least concern) eingestuft.

## Merkmale

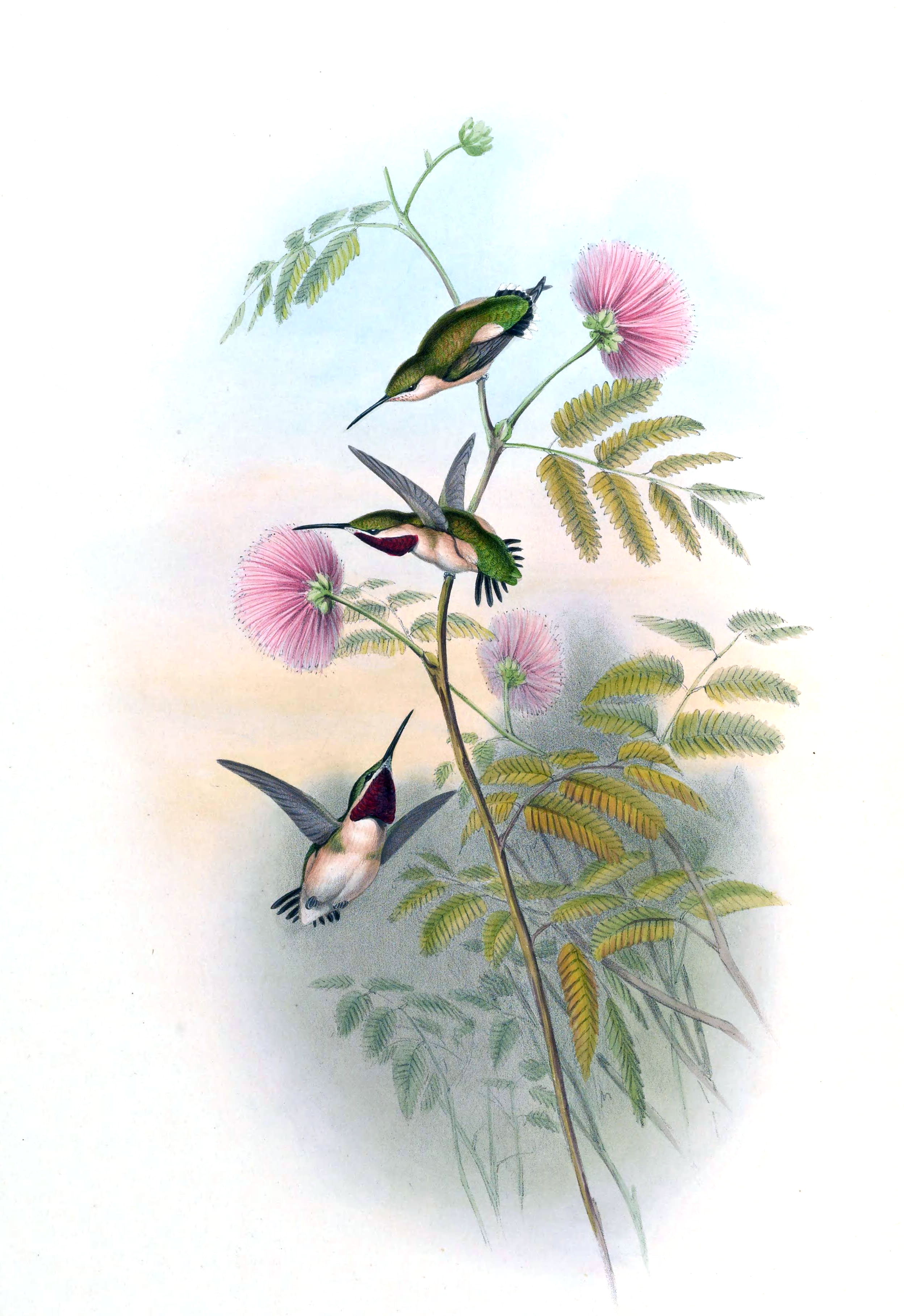
Kurzschwanzelfe, gemalt von John Gould

Die Kurzschwanzelfe erreicht eine Körperlänge von etwa 6 Zentimetern, wobei der leicht gekrümmte Schnabel ca. 13 Millimeter lang ist. Die Oberseite des Männchens ziert ein stumpfes blasses Grün. Ein weißer Fleck im hinteren Bereich des Rückens zieht sich bis zur Seite. Die Kehle schimmert violett und wird sowohl von einem weißen Backenstrich als auch einem weißen Brustband, das sich bis in die Nackenseiten zieht, umrahmt. Der Rest der Unterseite ist weiß. Der sehr kurze Schwanz ist schwarz, so dass die Flügel ihn überragen, wenn das Männchen auf einem Ast sitzt. Das Weibchen ist ähnlich, hat aber wenig bis keinen weißen Fleck im hinteren Rückenbereich. Die gesamte Unterseite ist gelblich weiß. Die Violettfärbung der Kehle fehlt.

## Verbreitung und Lebensraum

Verbreitungsgebiet der Kurzschwanzelfe

Der natürliche Lebensraum der Kurzschwanzelfen ist Wüstenbuschwerk, Gebiete mit Gebüsch und Gärten in den trockenen Tiefländern Ecuadors und Perus. In Ecuador kommen sie im Südwesten in der Provinz Manabí auf der Isla de la Plata und im Nationalpark Machalilla vor. Außerdem sind sie im Westen und Süden der Provinz Guayas präsent, wobei sich das Verbreitungsgebiet südlich bis in die Provinz El Oro und westlich bis in die Provinz Loja erstreckt. Normalerweise findet man sie in Höhen unter 200 Metern, aber in Loja wurden sie auch schon bis 800 Meter beobachtet. Im Nordwesten Perus findet man sie in den Regionen Piura, Tumbes, Lambayeque und La Libertad.

## Verhalten
Ihre Nahrung finden die Kurzschwanzelfen sehr nah am Boden. Oft fliegen sie Blüten in Gärten an. Der Gesang während des Balzfluges besteht aus einer Serie hoher Tititis, die von einem hohen swee durchsetzt sind.

## Etymologie und Forschungsgeschichte
John Gould beschrieb die Kurzschwanzelfe zunächst unter dem Namen Calothorax micrurus. Erst 1876 wurde sie von Mulsant der neuen Gattung Myrmia zugeschlagen.
Der Gattungsname ist wahrscheinlich auf das griechische Wort μύρμηξ mýrmēx für „Ameise“ zurückzuführen. Der Grund für die Namenswahl könnte die kleine Größe sowie die Emsigkeit der Kurzschwanzelfe sein, was dem Charakter einer Ameise recht nahekommt.
Das Artepitheton micrura leitet sich von den griechischen Wörtern  mikrós für „klein“ und οὐρά ourá für „Schwanz“ ab.